# Liane Moriarty
Pour les articles homonymes, voir Moriarty.
Œuvres principales
- Le Secret du mari
- Big Little Lies

Liane Moriarty, née le 15 novembre 1966, est une romancière australienne dont les ouvrages sont publiés en France par les Éditions Albin Michel. Elle est la sœur aînée de l'auteure Jaclyn Moriarty (en).

## Carrière
Après ses études, Liane Moriarty travaille dans la publicité et le marketing pour une société d'édition juridique. Elle dirige ensuite sa propre entreprise avant de travailler comme rédactrice publicitaire indépendante. En 2004, après avoir obtenu une maîtrise à l'université Macquarie de Sydney, son premier roman Three Wishes, écrit dans le cadre du diplôme, est publié.
Elle vit à Sydney avec son mari, Adam, ancien fermier de Tasmanie qui a travaillé dans le marketing agricole, et ses deux enfants, George et Anna,.
Son roman Petits secrets, grands mensonges est adapté en série télévisée par HBO et met en vedette dans la première saison Reese Witherspoon, Nicole Kidman, Shailene Woodley, Laura Dern, Zoë Kravitz et Alexander Skarsgård. La série est diffusée à partir du 19 février 2017 aux États-Unis et la deuxième saison à partir du 9 juin 2019.
En septembre 2013, CBS Films acquiert les droits du roman Le Secret du mari (The Husband's Secret) et réfléchit à une adaptation au cinéma. En mai 2017, il est annoncé que Blake Lively sera la vedette.
Son roman Neuf Parfaits Étrangers (Nine Perfect Strangers) est adapté en une série télévisée éponyme par le service de streaming Hulu produite par Nicole Kidman et avec celle-ci.

### Littérature adulte
- Trois vœux (Three Wishes, 2003), 2021 pour l'édition française  (ISBN 9782226440952).
- The Last Anniversary (2006), non traduit  (ISBN 1405036842).
- À la recherche d'Alice Love (What Alice Forgot, 2009), 2019 pour l'édition française  (ISBN 2226393188).
- Le Secret du mari (The Husband's Secret, 2013), 2016 pour l'édition française  (ISBN 2253067946).
- Petits Secrets, Grands Mensonges (Big Little Lies, 2014), 2016 pour l'édition française  (ISBN 2226317341).
- Un peu, beaucoup, à la folie (Truly Madly Guilty, 2016), 2018 pour l'édition française  (ISBN 2226393234).
- Neuf Parfaits Étrangers (Nine Perfect Strangers, 2018), janvier 2020 pour l'édition française  (ISBN 2226442960).
- Set et Match ! (Apples Never Fall, 2021), février 2022 pour l'édition française  (ISBN 978-2226468826).
- Amours et autres obsessions,(The Hypnotist's Love Story, 2011), Albin Michel, 2023 pour l'édition française  (ISBN 9781742610603)
- Ici et maintenant (Here One Moment,2024), 2025 pour l'édition française  (ISBN 978-2226474025)

### Romans jeunesse
Série Space Brigade (également connue sous le nom de Nicola Berry: Earthling Ambassador) :
1. The Petrifying Problem with Princess Petronella  (ISBN 9780330423007), 2007, non traduit.
2. The Shocking Trouble on the Planet of Shobble  (ISBN 9780330424707), 2009, non traduit.
3. The Wicked War on the Planet of Whimsy  (ISBN 9780330425391), 2010, non traduit.